# Robert Honyman (Admiral)
Robert Honyman (um 1765; † 31. Juli 1848) war ein schottischer Admiral und Politiker.

## Leben
Robert Honyman wurde um 1765 als ältester Sohn von Patrick Honyman und dessen zweiter Ehefrau Margaret geboren. Vor 1808 ehelichte er Margaret Henrietta, mit der er zwei Kinder zeugte, einen Sohn und eine Tochter. Honyman verstarb am 31. Juli 1848.
Im Jahre 1782 trat Honyman in die Royal Navy ein. 1790 stand er im Range eines Oberleutnants. Honyman nahm an den Koalitionskriegen teil und stieg zum Fregattenkapitän (1796) und dann zum Kapitän zur See (1798) auf. Im April 1804 lud das britische Parlament Honyman zu einer Debatte über den Verteidigungszustand ein. 1825 wurde er zum Konteradmiral, 1837 zum Vizeadmiral und schließlich 1847 zum Admiral befördert.

## Politischer Werdegang
Mit Unterstützung der Familie Dundas bewarb sich Honyman bei den Unterhauswahlen 1796 um das Mandat des Wahlkreises Orkney and Shetland. Der amtierende Mandatsinhaber John Balfour kündigte auf Grund der angespannten Situation infolge des Kampfes um die Vorherrschaft auf den Orkneyinseln an, für keine weitere Amtszeit zur Verfügung zu stehen. Honyman gewann das Mandat ohne Gegenkandidat und zog in der Folge erstmals in das britische Unterhaus ein. Auf Grund seiner militärischen Verpflichtungen nahm Honyman nur in geringem Ausmaße am parlamentarischen Leben teil. So ist von ihm weder eine Rede, noch eine Stimmabgabe verzeichnet. Bei den Wahlen im Juli 1802 hielt Honyman sein Mandat abermals ohne Gegenkandidat.
Infolge des politischen Wandels bevorzugte Dundas zu den Unterhauswahlen 1806 die Aufstellung eines Whig-Politikers. Sir William Honyman, 1. Baronet, schlug aus diesem Grund vor, statt seines Bruders Robert, seinen Sohn Robert Honyman zu berücksichtigen. Dieser trat zu den Wahlen im Dezember 1806 an und ohne Gegenkandidat gewählt. Damit schied Robert Honyman aus dem Parlament aus.